# 人喰いの大鷲トリコ
『人喰いの大鷲トリコ』（ひとくいのおおわしトリコ、英題：The Last Guardian）は、ソニー・インタラクティブエンタテインメントより2016年12月6日に発売されたPlayStation 4用ゲームソフト。

## 概要
『ICO』や『ワンダと巨像』を手がけた上田文人が監督・ゲームデザインを担当したアクションアドベンチャーゲーム。上田の監督作としては11年ぶりの完全新作となる。プレイヤーは「少年」を操作し、「トリコ」と呼ばれる人喰いの大鷲と協力して「大鷲の巣」と呼ばれる谷からの脱出を目指す。
2009年6月3日にE3 2009のSCEプレスカンファレンスにて『The Last Guardian』というタイトルで発表。このときは日本版の正式タイトルの発表は無く、『人喰いの大鷲トリコ』という邦題は後日発表された。
なお、タイトルに含まれる「トリコ」という単語は、トリコロールのトリコ（3色）の意味であるが、大鷲の名前である他に、虜になる、囚われている、鳥の子供、鳥と猫という意味を込めたとされている。
また、邦題のロゴには3種のフォントが使用されているが、これにはトリコのデザイン（単独の動物ではなく、複数の動物の要素が組み合わされている）と同様に多彩な要素がゲームに含まれていることを表したとしている。
キャッチコピーは、「思い出の中のその怪物はいつも優しい目をしていた。」と「少年と巨獣が紡ぐ、新たなる神話。」が併用されている。

### 来歴
当初はPlayStation 3用ソフトとして開発されていたが、その制作は長期に渡り難航。2010年9月に発売時期を一旦「2011年冬」と発表していたが、翌年4月に再び「発売未定」となる。
その後2015年6月15日のPlayStation E3 EXPERIENCE 2015にて4年振りとなる公の場での新情報の公開を行い、プラットフォームがPlayStation 4に変更されることと、2016年発売予定であることが発表された。なお、このプラットフォ―ムの変更と開発の遅延について、SCEワールドワイド・スタジオのプレジデントである吉田は「技術的な問題で開発が難航している所にPS4への世代交代が発生した」「PS3用に制作していたものを移行するのに時間が掛かってしまった」と述べている。
翌年のE3 2016にて発売日は2016年10月25日であると発表。しかし9月12日、開発最終段階で予想以上のバグが発生していることから12月6日への発売延期を報告。10月22日にマスターアップを迎え、初報から7年が経った2016年12月6日にPS4用ソフトとして発売された。奇しくも上田の第1作『ICO』の国内発売日から満15年の記念日であった。
本作のCMでは、「7年前に予約していたユーザー」をテーマにした自虐ネタとなっている。

## 沿革
- 2007年2月 - 新プロジェクトスタッフ募集（第1回募集）。募集ページを開設[10]、ゲーム雑誌に募集広告が掲載された[11]。
- 2008年1月 - 新プロジェクトスタッフ募集（第2回募集）。募集ページが更新され、スクリーンショットが公開された[12]。
- 2009年
  - 6月3日 - PlayStation 3用ソフトとして英題「The Last Guardian」がE3 2009にて発表された。
  - 6月5日 - 邦題「人喰いの大鷲トリコ」がゲーム雑誌上にて発表された[13]。
  - 9月24日 - 日本での正式発表。TGS 2009に映像出展、同時に公式サイトを開設した。
- 2010年9月16日 - 発売時期を「Holiday 2011（2011年冬）」と発表。TGS 2010に映像出展。『ICO』と『ワンダと巨像』のPS3移植も発表された。
- 2011年
  - 4月20日 - 制作上の都合により発売を延期し、時期は未定とすることを発表[14]。
  - 12月13日 - 上田文人がSCE退社と報道。以後上田は外部スタッフとして関わると報じられる[15]。
- 2013年
  - 2月13日 - 問い合わせが多いという理由[16]から、上田個人のサイトにて近況を掲載。SCEジャパンスタジオを退社しフリーランス契約として「人喰いの大鷲トリコ」に関わっていることを報告[17]。
  - 6月11日 - SCEAのジャック・トレットンが「人喰いの大鷲トリコ」は開発中断状態にあるとインタビューに答えたが[18]、吉田修平により即日否定のコメントがなされた[19]。
- 2015年6月15日 - E3 2015にて5年ぶりの新作映像となるプレイムービーを公開。発売時期を2016年、プラットフォームをPS4に変更すると発表[20]。また上田と共に『ICO』、『ワンダと巨像』開発に携わってきたスタッフ一同で新たに立ち上げたスタジオ「ジェンデザイン」がクリエイティブ担当として2014年夏より開発に関わっている[21]と報告する。
- 2016年
  - 6月14日 - E3 2016にて発売日を2016年10月25日と発表。
  - 9月12日 - 発売日を2016年12月6日に延期。
  - 10月22日 - マスターアップ（完成）。
  - 12月6日 - 発売。

## ゲームシステム
戦闘よりも探索や謎解きが主体となっているアクションアドベンチャーゲームであり、プレーヤーは主人公である少年を操作し、ときにはトリコを移動手段として、あるいは攻撃手段として活用することで、様々な仕掛けが施されたステージを攻略していく。
少年とトリコができることには得手不得手があり、少年は小さな隙間を通る・スイッチを引く・物を投げるといった事ができるが、基本的な身体能力は人並みであり、戦闘力は無いに等しい。逆にトリコはその大きさ故に通行できる場所に制限が出る場合があるが、その体躯を活かした高い跳躍力や戦闘力を有している。

### 特徴
画面上に表示されるUIがほぼ無い・レベルやHP、消費アイテムといったものが存在しない・つかむ、捕まる、登るといったアクションを多用するなど、基本的なシステムは同監督作品である『ICO』と非常に似ている。『ICO』と大きく異なる点としては、操作キャラクターや同行者の能力の違いと、同行者の操作方法が挙げられる。
『ICO』は操作キャラクターのみが戦闘能力を有し、同行者が攫われるとゲームオーバーとなっていたが、本作では同行者であるトリコの方に高い戦闘力があり、操作キャラクターである少年が攫われるとゲームオーバーとなる。
また、『ICO』では「手をつなぐ」ことで同行者を意図した場所へと導くことができたが、本作で同行者に対してできるのは大まかな指示と誘導のみであり、狙いどおりに同行者を動かすには慣れが必要とされる。
これらの「操作キャラクターの方が弱者である」「同行者を如何にして目的通りに動かすか」という特徴は、純粋にゲーム性を生むだけではなく、少年とトリコの関係、そしてトリコの生き物としてのリアリティを描く上でとても重要なものとなっている。
なお本作には「操作説明だけでは判らないアクション」や「攻略には直接関係しないが出来るアクション」も多数用意されており、そういったものの一部は開発元である「ジェンデザイン」の公式ツイッターアカウントから公開されている。

## あらすじ
この物語は、オールドマンと呼ばれる初老の賢人によって語られる、自身が少年時代において体験した不思議な出来事の一部始終である。

### 序盤
ある日「少年」が目を覚ますと、そこは見知らぬ洞窟だった。少年の体には身に覚えのない紋様が描かれている上に、目の前には「トリコ」と呼ばれる人喰いの大鷲が鎖に繋がれた状態で横たわっている。自身の置かれている状況に戸惑う少年だったが、ふとトリコが怪我をしていることに気づき、まずはトリコを介抱してやることにする。
傷を負ったトリコは気が立っており、介抱には手間を要した。しかしその甲斐もあり、翌朝には元気を取り戻していた。掛けられていた首輪も外され、自由になったトリコは少年の後をついて回るようになる。少年は「大鷲は人を食う」という話を思い出しながらも、自分に懐いてきたトリコのことを恐ろしいとは思えず、行動を共にすることにする。
だが、『大鷲の巣』にある荒れ果てた遺跡は、トリコの巨体に耐え切れずに崩落してしまう上に、謎の動力で動くヨロイと呼ばれる兵士によって守られていた。さらに、トリコよりも強くて獰猛な黒い大鷲が、少年とトリコたちを待ち受けており、何度も執拗に襲いかかってくる。
少年はトリコの力を借りながら、知恵を勇気を振り絞って、一人と一匹で『大鷲の巣』と呼ばれる谷からの脱出、そして村への帰還を目指すことになる。

### 終盤
数日かけて『大鷲の巣』にある遺跡を探索して、ようやく辿り着いたそこは『白い塔』であった。その高層部分には『コア』のような装置があり、そのコアが遺跡全体のシステムを制御し、ヨロイや大鷲たちを操っていた。
少年とトリコは、さらに塔の頂上にまで辿り着くが、そこでは人間を飲み込んできた大鷲が、意識のない人間を『回収装置』に入れて、その装置から褒美として『タル』をもらっている所を目撃する。
大鷲に発見された少年は、10匹近い『大鷲の大群』に襲われることになり、トリコは少年を守ろうとして乱戦になる。集団によって一方的にやられ、取り押さえられたトリコは尻尾は食いちぎられてしまう。だが、千切れた尻尾はまだ『鏡の力』に反応したことから、少年は鏡を利用してコアを破壊し、制御を解かれた大鷲たちは谷底へと墜落していった。
重傷を負ったトリコは、気絶した少年を飲み込んで『大鷲の巣』から飛び立ち、少年の村へと飛んでいく。トリコは村人に少年を返すが、そこでも何本もの槍で傷つけられる。意識が混濁していた少年は、トリコに「逃げろ」というのが精いっぱいで、その命令に従って致命傷を負ったトリコは逃走していく。
それ以降、トリコは姿を現すことはなく、いづこかで命を落としたものと思われた……。

### エピローグ
やがて少年は大人になり、かつて幼い頃の自分が経験した「不思議な体験」を子供達に語り継いでいる、『オールドマン』と呼ばれる初老の賢人となっていた。その身体には、少年時代と同様に、全身にタトゥーのような文様を宿していた。
ある日、村の土に埋もれていた鏡が掘りおこされ、オールドマンがその鏡を手にすると鏡は力を発動し、その共鳴は遠く離れた『大鷲の巣』にも響いていた。かつて少年とトリコが出会った洞窟で、二匹の大鷲たちが暮らしていることが描かれたところで、物語は終わる。

## 登場キャラクター
少年
声 - 石川樹
本作の主人公。どこかの村に暮らしていたが、ある夜他の子供たちと眠っているところに大鷲が襲来。その子供たちの中から「何かしらの理由」で選ばれ、大鷲に飲み込まれるという形で谷へと運ばれた。生まれ育った村への帰還を目指して行動する。
谷の中において、何らかの理由により「ヨロイ」から執拗に狙われている。また、ヨロイが放つ呪文を浴び続けると、体に刻まれた紋様がより進行していく。
オールドマン
声 - 白熊寛嗣
本作の語り手。上記の少年と同一人物であり、本作はこのオールドマンが少年時代に経験した物語として語られる。顔や身体には、少年時代と同様にタトゥーのような文様が、より色濃く刻み込まれている。エンディングでは、オールドマンが「鏡」を空にかざして発動させており、当時の鏡の力がまだ残っていることが窺える。
トリコ
少年と行動を共にする大鷲。折れた角と翼が特徴であり、この翼のせいで飛行することが出来ない。人語こそ話さないがある程度の知能は持っているらしく、自身の意に反することでない限りは概ね少年の言う事を聞く。また尻尾には不思議な力を有しており、少年が遺跡内で発見した「鏡」で照らした場所に雷撃を撃つこともできる。
好物は谷のあちこちに落ちている光るタル。また、特定の香りに対して強い執着を見せる・目玉模様を忌避するといった特徴もある。
このほかに、水中へ入ることを嫌がるものの水浴び・水遊びは好むという特徴もある。
ヨロイ
谷を徘徊している謎の兵士。鎧の中はモヤのようなものが詰まっており、肉体といったものは存在していない。不思議な力によって動作しているらしく、兜がないと動作を停止し、兜を近づけると磁力のようにくっついて動き出す。
少年に対して積極的に襲いかかり、担ぎ上げて不思議な扉の向こうへと運び去ろうとする。トリコに対しては携えている剣や槍で攻撃するほかに、トリコが苦手にしている「目玉模様の盾」を持って迫るなど、大鷲の弱点を把握しているような行動を取る。
雷に打たれ重症を負ったトリコをスタート地点まで運びこむなど、遺跡のシステムを管理する役割を持っているものと思われる。
黒い大鷲
鎧を纏った黒い大鷲。性格は獰猛で、少年とトリコに対して積極的に襲いかかる。トリコよりも強いため、1対1であってもトリコだけでは打ち勝つことができない。

## 設定・用語
大鷲
「トリコ」とも呼ばれる巨大な獣。人を喰うという言い伝えがある。神話などに登場するグリフォンに似た体躯をしているが、猫のようにしなやかな体と犬のような顔立ち、そして鳥のようなクチバシと翼、羽根、脚を持ち、頭部には淡い緑色の2本の角が生えている。「選ばれし者」を飲み込んで大鷲の巣に運ぶという役割を持っており、飲み込んだ者は淡い緑色の粘液に包まれた状態で吐き戻すことが出来る。
大鷲の巣
正式な名称は「王家の谷」「ウカイヤ」とも。巨大な谷に存在し、周囲が崖となっているために上空からしか出入りが出来ない。人工的な遺跡やエレベーター、光るタル、中に誰も入っていないのに動く鎧など、不思議な構造物が多数存在しており、かつては高度な文明が栄えていたことが窺える。しかし、すでに長期にわたって人はいないらしく、ほとんどの遺跡は荒れ果てており、少しの衝撃でも崩落する危険性がある。
少年の言葉
「ICO」と同様に、ローマ字変換の逆さ読みする法則により、訳せる言葉がいくつかある。
逆さ読みしただけでは発音しづらい場合には、スペルを並び替えをしたり、省略したりしている場合もある。
ただし、上記の法則だけでは読み解けない言葉も多数あり、別の法則により作られていると考えられる。
- ○ … イーソイソイ → isoisoi → yosiyosi → よしよし
- □ … イェッティーソ → iettiso → osittei → osite → 押して
- □ … イケゴ → ikego → ogeki → kogeki → 攻撃
- R1 … ヤーディートゥー → yadito → otiday → kottidayo → こっちだよ
- R1 … ヤディオ → yadio → oiday → oideyo → おいでよ
- R1 … イトゥー → itou → uoti → kotti → こっち
- ↗ … イェッティ → ietty → yttei → itte → 行って
- R1 … ヤーディートゥーク → yaditoku → ukotiday → kottidayo → こっちだよ？

## スタッフ
- ディレクター - 上田文人
- リードゲームデザイナー - 田中政伸
- アニメーションディレクター - 田中政伸
- エンバイロメントアートディレクター - 鈴木俊平
- キャラクターアートディレクター - 酒井勇太朗
- コンポーザー - 古川毅
- エグゼクティブプロデューサー - 洞谷仁治

## 評価・受賞

### 評価
週刊ファミ通 2016年12月22日号のクロスレビューにて、40点満点中38点（10/9/9/10）を獲得してプラチナ殿堂入り。IGN JAPANのレビューでも、10点満点中9.2点と高い評価を受けている。また、国内だけでなく海外でも高く評価されており、複数のレビューで満点もしくは高得点を得ている。
なお、総合的なゲームシステムが評価されている反面で、トリコの挙動がプレイヤーの思い通りにならずストレスになる場合が多い点と、カメラワークの悪さ、謎のヒントが少ない点などに難があると言われている。

### 受賞
- 日本ゲーム大賞 2015 - フューチャー部門[28]
- 日本ゲーム大賞 2016 - フューチャー部門[29]
- 第20回 D.I.C.E. Awards - Outstanding Achievement in Character賞[30]
- Premio Drago d'Oro 2017
  - ベスト・サウンドトラック賞[31]
  - ベスト・キャラクター賞[31]
- NAVGTR 2016
  - ANIMATION, ARTISTIC賞[32]
  - ART DIRECTION, FANTASY賞[32]
  - GAME DESIGN, NEW IP賞[32]
- 英国アカデミー賞ゲーム部門 2017 - オーディオアチーブメント賞[33]
- ファミ通アワード 2016
  - 優秀賞[34]
  - ルーキー賞[34]
- 日本ゲーム大賞 2017 - 年間作品部門 優秀賞[35]
- 文化庁メディア芸術祭 第21回 2018年 - エンターテインメント部門 大賞[36]
- VFX-JAPANアワード 2018 ゲーム映像部門優秀賞[37][38]

このほか、監督の上田がPremio Drago d'Oro 2017にて特別功労賞を受賞している。

## 関連商品
書籍
人喰いの大鷲トリコ 公式攻略&設定集
KADOKAWA、2017年3月31日発売、ISBN 9784047332324
CD
人喰いの大鷲トリコ オリジナルサウンドトラック
ティームエンタテインメント、2016年12月21日発売